# Maria Anna von Österreich (1634–1696)

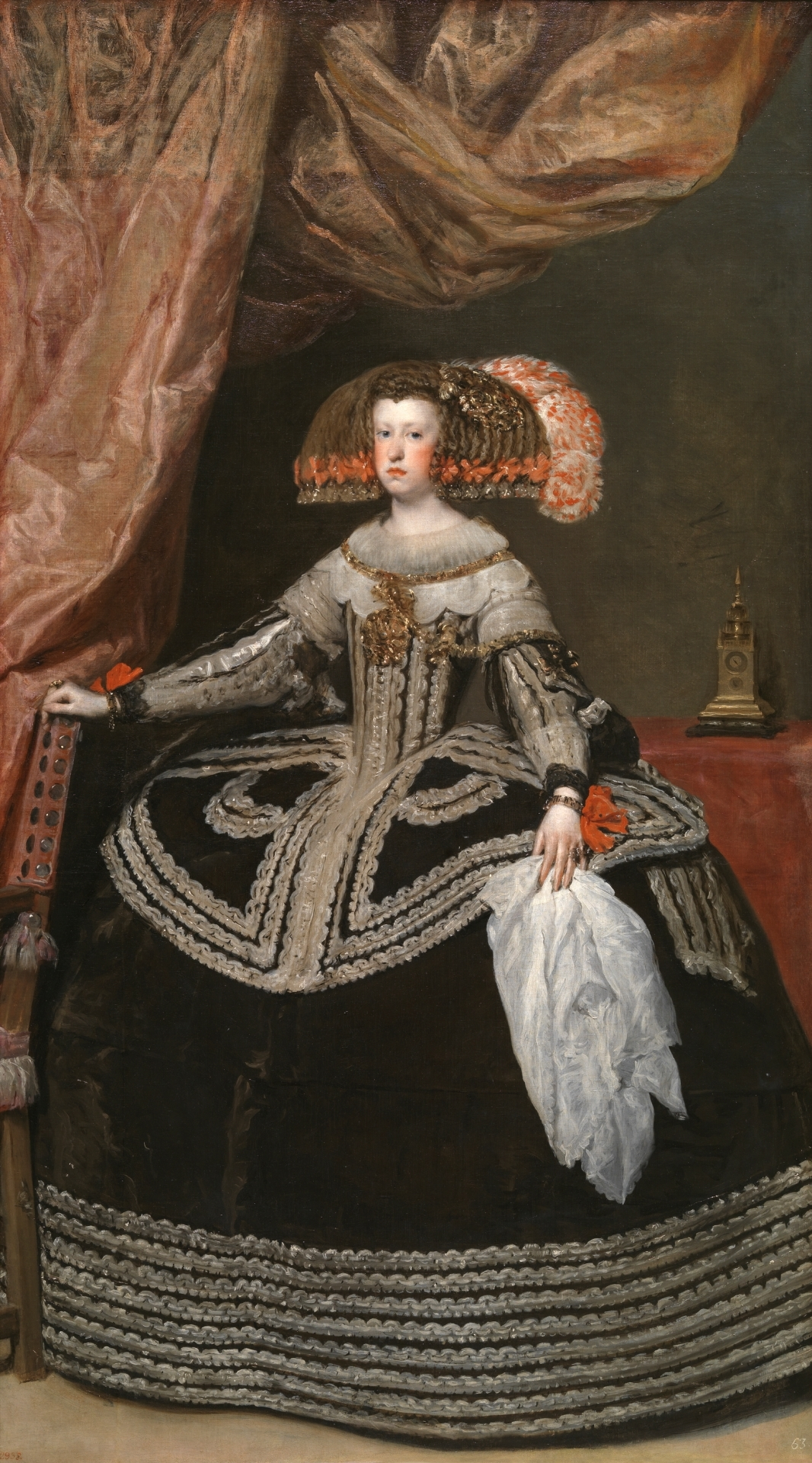
Maria Anna von Österreich
(Diego Velázquez, 1652)

Wappen der Königin Maria Anna von Österreich

Maria Anna von Habsburg (spanisch: Mariana de Austria; * 23. Dezember 1634 in Wiener Neustadt; † 16. Mai 1696 in Madrid) war durch Heirat mit Philipp IV. von 1649 bis 1665 Königin von Spanien und von 1665 bis 1675 während der Minderjährigkeit ihres Sohnes Karl II. Regentin von Spanien.

## Abstammung, frühes Leben und Heirat
Maria Anna wurde am 23. Dezember 1634 in Wiener Neustadt als zweites Kind und älteste Tochter  des nachmaligen (seit 1637) römisch-deutschen Kaisers Ferdinand III. und dessen erster Gattin Maria Anna von Spanien geboren. Zum Zeitpunkt ihrer Geburt war ihr Vater erst böhmisch-ungarischer König und während der Zeit der Schwangerschaft seiner Gattin meist auf Feldzügen des Dreißigjährigen Krieges abwesend. Drei von Maria Annas Geschwistern starben noch im Kleinkindalter. Ihr ältester Bruder, Ferdinand IV., wurde 1653 römisch-deutscher König, starb aber bereits im folgenden Jahr. 1658 avancierte ihr jüngerer Bruder als Leopold I. zum römisch-deutschen Kaiser.
Als Maria Annas aus der spanischen Linie der Habsburger stammende Mutter am 13. Mai 1646 im Alter von 39 Jahren verschied, kamen ihr Vater und ihr Onkel Philipp IV. von Spanien überein, eine neue familiäre Verbindung anzubahnen. Dieses Vorhaben stand in der Tradition habsburgischer Familienpolitik, durch Wechselheiraten zwischen Angehörigen ihrer österreichischen und spanischen Linie die Sukzession in beiden Linien zu garantieren. So fand eine Verlobung der erst 11-jährigen Maria Anna mit dem ältesten Sohn König Philipps IV., Baltasar Carlos, statt. Da dieser bereits am 9. Oktober 1646 im Alter von nur 17 Jahren starb und Philipp IV. nun ohne männlichen Nachwuchs und Thronerben dastand, entschied sich der seit dem Tod seiner Gattin Isabella von Bourbon (1644) verwitwete spanische König schließlich, seine viel jüngere Nichte selbst zu ehelichen. Die Hochzeit Maria Annas und Philipps IV. fand am 8. November 1649 in Navalcarnero bei Madrid statt. Ihre Hochzeitsnacht verbrachten sie im Escorial. In Spanien wurde die neue Gemahlin Philipps IV. Mariana genannt.

## Königin von Spanien
Aufgrund der Untreue Philipps IV. und des großen Altersunterschiedes war Maria Annas Ehe nicht sonderlich glücklich. Ursprünglich ein fröhliches junges Mädchen, wurde sie durch das strenge spanische Hofzeremoniell im Laufe ihres Lebens immer bitterer, melancholischer und verschlossener.
Mit ihrem Gatten hatte Maria Anna fünf Kinder, von denen nur zwei das Erwachsenenalter erreichten. Knapp zwei Jahre nach ihrer Heirat gebar die Königin zunächst am 12. Juli 1651 eine Tochter, Margarita Maria Teresa, sodann am 7. Dezember 1655 eine weitere Tochter, Maria Ambrosia de la Concepción, die schon zwei Wochen später verstarb, und am 28. November 1657 ihren ersten Sohn, Felipe Próspero, der freudig begrüßt wurde. Ein zweiter, Ende 1658 zur Welt gekommener Sohn, Fernando Tomás Carlos, erreichte nur ein Lebensalter von 10 Monaten.
Da die Infantin Maria Teresa, die einzig überlebende Tochter Philipps IV. mit Isabella von Bourbon,  aufgrund der Geburt von Felipe Próspero nun deutlich geringere Chancen hatte, den spanischen Thron zu erben, willigte ihr Vater endlich in die von Frankreich erhobene Forderung ein, sie mit König Ludwig XIV. zu vermählen. Zwar widersetzte sich Maria Anna diesem Heiratsplan für ihre Stieftochter und suchte im Sinne ihres Bruders, Kaiser Leopold, zu wirken, der Maria Teresa selbst zur Gemahlin zu nehmen beabsichtigte, aber schließlich fand dennoch im Juni 1660 die Hochzeit der Infantin mit dem Sonnenkönig statt. Immerhin musste Maria Teresa laut einer Klausel ihres Ehevertrags für sich und ihre Nachkommen allen Ansprüchen auf die spanische Krone entsagen. Für das Zustandekommen dieser Bedingung hatte sich auch Maria Anna tatkräftig eingesetzt. Kaiser Leopold wurde im Februar 1660 die Hand von Maria Annas ältester Tochter versprochen.
Ein großes Unglück stellte für Philipp IV. und seine Gemahlin das am 1. November 1661 erfolgte Ableben ihres Sohns Felipe Próspero dar, doch brachte die Königin bereits fünf Tage später einen weiteren Sohn, Carlos, zur Welt, der nach Philipps Tod 1665 als Karl II. der letzte habsburgische König von Spanien wurde. Er war aber aufgrund der über Generationen erfolgten Inzucht schwer behindert und kränklich.

## Regentin von Spanien
Nach dem am 17. September 1665 eingetretenen Tod Philipps IV. wurde Maria Anna gemäß seinem letzten Willen vormundschaftliche Regentin für ihren erst vierjährigen Sohn Karl. Ihr zur Seite hatte der verstorbene König testamentarisch eine Regierungskommission (Junta de gobierno) gestellt, der sorgfältig ausgewählte bedeutende Persönlichkeiten aus Politik, Kirche und Gesellschaft angehörten. Daneben stützte sich Maria Anna, die entgegen dem Usus die kastilischen Cortes auf unbestimmte Zeit vertagte, zur Absicherung der Regentschaft auch auf ihr genehme Favoriten. Diese Rolle spielte anfangs ihr oberösterreichischer Beichtvater, der Jesuitenpater Johann Eberhard Neidhardt, den die Regentin zum Mitglied der Regierungskommission und im September 1666 zum Generalinquisitor Spaniens erhob. Neidhardt hatte starken Einfluss auf die Königinwitwe und war nun ihr mächtigster Minister. Wegen seiner ausländischen Herkunft und innenpolitischer Fehlentscheidungen zog er sich rasch die Feindschaft großer Teile der Regierung und Bevölkerung zu.
Als Maria Anna die Regentschaft antrat, stand Spanien aufgrund seiner früheren langwierigen Kriege gegen Frankreich und die Niederlande sowie die in den frühen 1660er Jahre glücklos geführten Wiedereroberungsversuche Portugals politisch und militärisch geschwächt dar, während Frankreich an seiner Stelle aufgestiegen war. Schwere Seuchen dezimierten die Population weiter und schadeten dem spanischen Agrarsektor und der Industrie. Trotz dieser schwierigen Situation gelang es Maria Anna wenigstens, ihre älteste Tochter 1666 wie geplant mit Kaiser Leopold I. zu verheiraten.
Während einer 1668 unternommenen Seereise benannte der Jesuitenmissionar Diego Luis de San Vitores die Inselgruppe der Marianen nach der spanischen Regentin. Diese erkannte im Februar des gleichen Jahres die Unabhängigkeit Portugals an sowie im Juli 1670 im Vertrag von Madrid die von England unter Cromwell in der Karibik erreichten Eroberungen, insbesondere die Inbesitznahme Jamaikas.
Inzwischen kam es zwischen Neidhardt und einem unehelichen Sohn König Philipps IV., Don Juan de Austria, der von seinem Vater legitimiert worden war und sich großer Popularität erfreute, zum Machtkampf. Maria Anna stellte sich gegen Don Juan. Als dieser aber mit zahlreichen Bewaffneten heranzurücken drohte und darüber hinaus mehrere spanische Granden sowie der päpstliche Nuntius auf die Entlassung Neidhardts drängten, musste die Regentin im Februar 1669 dieser Forderung nachgeben und Neidhardt als Botschafter nach Rom schicken. Don Juan wurde nun Vizekönig Aragoniens, aber es gelang ihm nicht, sich im Zentrum der Macht, Madrid, festzusetzen. Die Regentin ihrerseits besaß in der verbleibenden Zeit bis zur Volljährigkeit ihres Sohns Karl im November 1675 nicht mehr viel politische Handlungsfähigkeit; in Madrid wurden keine nachhaltigen Entscheidungen getroffen. Eine große Vertrauensstellung und viel Einfluss bei Maria Anna erlangte nach Neidhardts Sturz ihr neuer Favorit Fernando de Valenzuela, Sohn eines andalusischen Landadligen.
Die Nachricht vom 1673 in Wien eingetretenen Tod ihrer ältesten Tochter Margarita Teresa schmerzte Maria Anna sehr. Als ihr Sohn Karl II. am 6. November 1675 das 14. Lebensjahr erreichte und damit laut väterlichem Testament selbst die Regierung antreten durfte, berief er seinen Halbbruder aus Saragossa nach Madrid und wollte ihn zum Premierminister machen. Don Juan kam mit einer beträchtlichen Schar bewaffneter Anhänger herbei, zog aber wieder unverrichteter Dinge ab, nachdem der von seiner Mutter unterdessen umgestimmte junge König deren Regentschaft um zwei Jahre verlängert hatte.
Fernando de Valenzuela wurde derweilen zum Marquis von Villasierra und schließlich zum Premierminister ernannt. Daher verschärften sich die Konflikte Maria Annas mit einem Teil der Granden des Reichs. Diese verlangten in einem Manifest vom 15. Dezember 1676, die Regentin aus der Umgebung des Königs zu entfernen, Valenzuela zu arretieren und Don Juan zum einflussreichen Ratgeber Karls II. zu machen. Im Januar 1677 hatte Valenzuela abzudanken und wurde auf die Philippinen verbannt. Maria Anna musste sich ins Exil nach Toledo begeben, während Don Juan neuer Premierminister wurde.

## Spätere Jahre und Tod
Don Juan initiierte die Eheschließung Karls II. mit der französischen Prinzessin Marie Louise d’Orléans und vereitelte damit den Plan Maria Annas, ihren Sohn mit Maria Antonia von Österreich, einer Tochter Kaiser Leopolds I., zu vermählen. Dementsprechend heiratete die Nichte des Sonnenkönigs den spanischen Monarchen zunächst am 31. August 1679 per procurationem im Schloss Fontainebleau. Diese Eheverbindung sollte Spanien enger an das Reich des Sonnenkönigs anbinden und förderte die weitere Entfremdung zwischen den Höfen von Madrid und Wien. Karl II. suchte aber nun wieder engeren Kontakt zu seiner Mutter, die gleich nach dem am 17. September 1679 erfolgten Tod Don Juans wieder Einzug in Madrid halten konnte. Am 19. November 1679  feierten der spanische König und seine Braut nahe Burgos ihre eigentliche Hochzeit. Maria Anna gewann ihre Schwiegertochter lieb, während sie nun nicht mehr so herzliche Beziehungen zu Leopold I. unterhielt, da dieser sie im Machtkampf mit Don Juan nicht unterstützt hatte.
Marie Louise, die im Gegensatz zu ihrer Schwiegermutter politisch einflusslos blieb, bekam keinen Nachwuchs und starb am 12. Februar 1689 im Alter von nur knapp 27 Jahren. Am 4. Mai 1690 vermählte sich Karl II. in zweiter Ehe mit der deutschen Prinzessin Maria Anna von der Pfalz, wodurch eine Wiederannäherung der Höfe von Madrid und Wien stattfand. Anders als Marie Louise zeigte Karls zweite Gemahlin politische Ambitionen, die sie aufgrund der Entscheidungsschwäche ihres Gatten auch teilweise verwirklichen konnte. Wie ihre Vorgängerin hatte sie keine Kinder, so dass zunehmend die Frage in den Vordergrund rückte, wer nach dem Tod Karls II. neuer spanischer König werden würde. Maria Anna von der Pfalz favorisierte als Thronfolger einen Sohn Leopolds I. aus seiner dritten Ehe mit ihrer Schwester Eleonore Magdalene von Pfalz-Neuburg. Dagegen versuchte Karls Mutter verbissen, die Erbfolge für ihren Urenkel Joseph Ferdinand von Bayern zu sichern.
Maria Anna starb am 16. Mai 1696 im Alter von 61 Jahren im Uceda Palast in Madrid an Brustkrebs und wurde im Pantheon der Könige des Klosters El Escorial bestattet. Knapp drei Jahre später verschied auch Joseph Ferdinand im Alter von nur sechs Jahren. 1700/1701 brach nach dem Tode Karls II. der spanische Erbfolgekrieg aus.

## Nachkommen
- Margarita María Teresa (* 12. Juli 1651; † 12. März 1673) ⚭ 1666 Leopold I. (1640–1705), Kaiser des Heiligen Römischen Reiches
- Maria Ambrosia de la Concepción (* 7. Dezember 1655; † 21. Dezember 1655),
- Felipe Próspero (* 28. November 1657; † 1. November 1661),
- Fernando Tomás Carlos (* 23. Dezember 1658; † 22. Oktober 1659),
- Karl II. (* 6. November 1661; † 1. November 1700), König von Spanien

## Vorfahren
|  |                                        |  |  |  |  |  |  |  |  |  |  |  |  |
|  | Karl II. (Innerösterreich) (1540–1590) |  |  |  |  |  |  |  |  |  |  |  |  |
|  |                                        |  |  |  |  |  |  |  |  |  |  |  |  |
|  |                                        |  |  |  |  |  |  |  |  |  |  |  |  |
|  | Ferdinand II. (HRR) (1578–1637)        |  |  |  |  |  |  |  |  |  |  |  |  |
|  |                                        |  |  |  |  |  |  |  |  |  |  |  |  |
|  |                                        |  |  |  |  |  |  |  |  |  |  |  |  |
|  | Maria Anna von Bayern (1551–1608)      |  |  |  |  |  |  |  |  |  |  |  |  |
|  |                                        |  |  |  |  |  |  |  |  |  |  |  |  |
|  |                                        |  |  |  |  |  |  |  |  |  |  |  |  |
|  | Ferdinand III. (HRR) (1608–1657)       |  |  |  |  |  |  |  |  |  |  |  |  |
|  |                                        |  |  |  |  |  |  |  |  |  |  |  |  |
|  |                                        |  |  |  |  |  |  |  |  |  |  |  |  |
|  | Wilhelm V. (Bayern) (1548–1626)        |  |  |  |  |  |  |  |  |  |  |  |  |
|  |                                        |  |  |  |  |  |  |  |  |  |  |  |  |
|  |                                        |  |  |  |  |  |  |  |  |  |  |  |  |
|  | Maria Anna von Bayern (1574–1616)      |  |  |  |  |  |  |  |  |  |  |  |  |
|  |                                        |  |  |  |  |  |  |  |  |  |  |  |  |
|  |                                        |  |  |  |  |  |  |  |  |  |  |  |  |
|  | Renata von Lothringen (1544–1602)      |  |  |  |  |  |  |  |  |  |  |  |  |
|  |                                        |  |  |  |  |  |  |  |  |  |  |  |  |
|  |                                        |  |  |  |  |  |  |  |  |  |  |  |  |
|  | Maria Anna von Österreich (1634–1696)  |  |  |  |  |  |  |  |  |  |  |  |  |
|  |                                        |  |  |  |  |  |  |  |  |  |  |  |  |
|  |                                        |  |  |  |  |  |  |  |  |  |  |  |  |
|  | Philipp II. (Spanien) (1527–1598)      |  |  |  |  |  |  |  |  |  |  |  |  |
|  |                                        |  |  |  |  |  |  |  |  |  |  |  |  |
|  |                                        |  |  |  |  |  |  |  |  |  |  |  |  |
|  | Philipp III. (Spanien) (1578–1621)     |  |  |  |  |  |  |  |  |  |  |  |  |
|  |                                        |  |  |  |  |  |  |  |  |  |  |  |  |
|  |                                        |  |  |  |  |  |  |  |  |  |  |  |  |
|  | Anna von Österreich (1549–1580)        |  |  |  |  |  |  |  |  |  |  |  |  |
|  |                                        |  |  |  |  |  |  |  |  |  |  |  |  |
|  |                                        |  |  |  |  |  |  |  |  |  |  |  |  |
|  | Maria Anna von Spanien (1606–1646)     |  |  |  |  |  |  |  |  |  |  |  |  |
|  |                                        |  |  |  |  |  |  |  |  |  |  |  |  |
|  |                                        |  |  |  |  |  |  |  |  |  |  |  |  |
|  | Karl II. (Innerösterreich) (1540–1590) |  |  |  |  |  |  |  |  |  |  |  |  |
|  |                                        |  |  |  |  |  |  |  |  |  |  |  |  |
|  |                                        |  |  |  |  |  |  |  |  |  |  |  |  |
|  | Margarete von Österreich (1584–1611)   |  |  |  |  |  |  |  |  |  |  |  |  |
|  |                                        |  |  |  |  |  |  |  |  |  |  |  |  |
|  |                                        |  |  |  |  |  |  |  |  |  |  |  |  |
|  | Maria Anna von Bayern (1551–1608)      |  |  |  |  |  |  |  |  |  |  |  |  |
|  |                                        |  |  |  |  |  |  |  |  |  |  |  |  |
|  |                                        |  |  |  |  |  |  |  |  |  |  |  |  |